# 超劇場版ケロロ軍曹 撃侵ドラゴンウォリアーズであります! (ゲーム)
『超劇場版ケロロ軍曹 撃侵ドラゴンウォリアーズであります!』（ちょうげきじょうばんケロロぐんそう げきしんドラゴンウォリアーズであります!）は、バンダイナムコゲームスのバンダイレーベル（後のバンダイナムコエンターテインメント）より2009年2月19日に発売されたニンテンドーDS用ゲームソフト。
同年3月7日公開の映画『超劇場版ケロロ軍曹 撃侵ドラゴンウォリアーズであります!』に併せて発売された。

## 概要
前作『超劇場版ケロロ軍曹3 天空大冒険であります!』の流れを汲む横スクロールアクションゲーム。
攻撃ボタンの長押しによるチャージ技など新要素が追加されたほか、ステージ数もボリュームアップしている。超メダルによる各キャラクター固有の必殺技が刷新されているほか、プレイヤー毎のパートナーによるサポート技も追加された。今回もナムコ・レトロゲーム（『コズモギャング・ザ・ビデオ』、『マッピー』、『ドラゴンスピリット』）のパロディが収録されている。
このゲームでは全5章で構成されており「ワールド」と呼ばれている。各ワールド毎に複数のステージがあり、最後にいるボスを倒すことでワールドクリアになり、次の舞台に進める。一度クリアしたステージ、ワールドは何度でも挑戦できる。

## 登場キャラクター

### プレイヤーキャラクター
各キャラ毎に性能が大きく異なる。ステージは全キャラ共通ステージ、各キャラ専用ステージ、ボスステージ、会話イベントステージの4つに分かれる。全キャラ共通ステージでも中には特定のキャラでしか取れないアイテム、壊せない壁（壊せるキャラのマークが描いてある）、ステージ分岐等があり、ストーリー進行の都合上、最初のプレイでは使用不可能なキャラがいる。そのため、パーフェクトクリアするには、各ワールドに配置されたステージを途中までクリアし、散り散りになった仲間を回収してから、元いたステージまで戻るといった作業が必要になり、同じステージを複数回プレイする必要がある。
ボスステージは基本的にワールドの最後に設置されており、ボスを倒すと次のワールドに進める。会話イベントステージは登場人物の会話を見るだけのステージであり、スタートボタンで飛ばすこともできる。
ステージ中に存在するスターを100集めると残機が1つ増え、クリスタルを25個以上集めると下記のサポート技が使える。各キャラ共に体力は5であり、敵から5回攻撃を受けるとミスになって残機が1つ減る。しかし、中には1発でノックアウトされてしまう落とし穴のような罠もあるので注意が必要。また、各ステージに置いてある食べ物を取ると体力が回復する。食べ物は各キャラの好物を取れば最大まで回復するが、そうでない食べ物だと1しか回復しない（ケロロの場合、サポート技発動中は好物以外の食べ物でもゲージを2回復できる）。
ケロロ軍曹（声 - 渡辺久美子）
ケロボールに敵を吸い込んで、その敵を踏み台にした二段ジャンプや他の敵にぶつけることが可能（二段ジャンプで下方向への攻撃もできる）。チャージ技は敵をアイテムや箱に換える『アイテム変換ビーム』。これでしか取れないアイテムもある。超必殺技はケロロが約10秒間、掃除機に乗って体当たりで敵を倒す技、『スイトールくんZ（ゼータ）』。この攻撃を発動させている間は無敵（マグマや電撃なども効かなくなる）で素早く移動できるが、発動中はケロボールが使えない。好物はいきなり団子。
タママ二等兵（声：小桜エツ子）
攻撃力が高く、下方向への攻撃や特定のブロックを水平方向に移動させることが可能。チャージ技はアニメや漫画でお馴染みの『タママインパクト』。超必殺技は頭上に黒い巨大な玉を発生させて敵に投げつける技、『タママ拳法 最終奥義 超嫉妬玉』。この攻撃は発動された時に向いていた方向に飛び、その進行方向に自ら進むことで画面外にいる敵にも攻撃できるが、一度発動させた超嫉妬玉の軌道を自分で変えることはできず、一定距離を進むと消えてしまう。好物はケーキ。
ギロロ伍長（声 - 中田譲治）
ビームライフルで離れた敵を攻撃できるほか、手榴弾で攻撃や障害物の破壊が可能。チャージにより武器の威力がパワーアップし、チャージ中に手榴弾を投げると高く飛ばすことができる。反面下方向への攻撃に乏しく、地べたにあるブロックを壊すには手榴弾を上手くブロックに乗せて破壊する必要がある。超必殺技は背負った武器を一斉に発射し、画面全体の敵を攻撃する技、『フルウェポン ギロロ』。この攻撃によって発生するミサイルは敵を追尾する。好物は焼き芋。
クルル曹長（声 - 子安武人）
音波を飛ばして敵を痺れさせ、痺れた敵の上に乗ることが可能。ジャンプ中にボタンを押すと落下速度がゆっくりになる。この為、他のキャラより滞空時間が長いので、全体的に扱いやすくアイテムの回収に適している。反面敵を直接倒せる技は殆ど無く、機械系や蛇系など一部の敵にはこの音波が効かない。チャージ技は催眠音波を出し、敵を一定時間操る事が出来る。超必殺技は約10秒間、画面内にいる敵全てを痺れさせる技、『クルル時空』。これを発生させている間は無敵で、クルルは自由に空を飛ぶことができる（ただし、この攻撃も通常攻撃と同様、機械系や蛇系の敵には効かない）。好物はカレー。
ドロロ兵長（声 - 草尾毅）
壁につかまることが可能（一部の壁を除く）。忍者刀で敵の弾攻撃をはじき返せたり、空中での回転攻撃が可能。チャージにより左右に自らの分身を生み出すことができる。この分身は本体と同じ動きをし、アイテムも回収可能（この分身に敵の攻撃が当たってもダメージは受けない）。この方法でしか取れないアイテムもある。超必殺技は壁で跳ね返る手裏剣を無数に飛ばして攻撃する技、『ドロロ忍法 究極奥義 十字光輪』。この攻撃は連射が可能（ただし、追尾はしない）。好物は緑茶。

### サポートキャラクター
サポート技はステージ中にあるクリスタルを25個以上所持した状態で使用可能。どのサポート技も約5秒間有効（ガルルのサポート以外）。各キャラによって使用可能なサポート技は決まっており、変更できない。
日向冬樹（声 - 川上とも子）
ケロロのサポート。入手したスター、クリスタル、食べ物（回復アイテム）の効果が2倍になり、体力も全回復する。
西澤桃華（声 - 池澤春菜）
タママのサポート。タママとの協力技、ダブルインパクトを発射する。
日向夏美（声 - 斎藤千和）
ギロロのサポート。ギロロの後を追従しながらビームサーベルで敵を攻撃し、進行を助けてくれる。
サブロー（声 - 石田彰）
クルルのサポート。場所や状況によって効果が変化し、刺や落とし穴から守るブロック、身を守る盾、スター等をペンでイラストとして描く事で出現させる。
東谷小雪（声 - 広橋涼）
ドロロのサポート。忍術でドロロの姿を消し、敵に襲われないようにする。ただし、敵の攻撃を効かなくする効果は無く、敵をすり抜けることはできない。
プルル看護長（声 - 雪野五月）
ガルルのサポート。ある条件を満たすと使用可能。体力の回復を行う。

### その他のキャラクター
これらのキャラはある条件を満たすとプレイヤーキャラとして使用可能になる（ただし、一度クリアしたステージでないと使えない）。ドララは条件を満たさなくても普通に本編に登場するが、ガルルは条件を満たさないと名前すら出現しない。
ドララ特務兵（声 - 小西克幸）
ケロン星の片田舎出身の特殊部隊隊長。前線に配備され、故郷に錦を飾る事を夢見ている。原作者書き下ろしのゲームオリジナルキャラクターで、本作での事実上の最終ボス。プレイヤーキャラとして使った場合の能力はケロロ小隊の全キャラの能力を併せたものであり、特定のキャラ専用のステージでも難なく攻略できる（特定のキャラでしか壊せない壁もあっさり壊せる）為、取り損なったコレクションの回収には重宝する。基本攻撃としては爪で敵を引っかき倒す他、ギロロと同じく手榴弾も投げたり、ケロロと同じく敵をキャッチしてそれを投げたりも出来る（但し、ケロロのチャージ技であるアイテム変換ビームは使えない）。翼があるので空をも飛べる。
ガルル中尉（声 - 大塚明夫）
ギロロの兄であり、ガルル小隊の隊長。基本的な能力はギロロと同じである為、ギロロ専用ステージでの使用が可能だが、他のキャラ専用のステージでは使えない。ジャンプや攻撃力がギロロより上である反面、ギロロと違って好物の食べ物がない為、回復面ではギロロに劣る（その代わり、サポート技で体力の回復を行える）。

## 超必殺技
ステージ中にある前作「超劇場版ケロロ軍曹3 天空大冒険であります!」にも登場した『超メダル』を入手することで、各キャラは超必殺技を発動できる。前作同様、超メダルを持っている状態であれば好きな時に発動できるが、クリスタルとは違い超メダルは1つしかストックできないので、超必殺技は基本的に1回しか使用できない。しかし、超メダルを持っていない状態でサポート技を4回使うと超メダルが1つ手に入り、もう1度だけ超必殺技が使えるようになる。なお、超必殺技で敵を倒す（クルルの場合は敵を痺れさせる）と、大量のクリスタルを稼ぐことができる。

## 竜の書
雑誌付録や公式サイト、映画の入場者特典に同封された「竜の紋章」をニンテンドーDSの下画面に重ね、紋章をタッチペンでなぞると隠し要素が解禁される。かつてはゲームの公式サイトにて全ての竜の書がダウンロード（印刷）が可能だった。